# Centro Europa Ricerche
Das Centro Europa Ricerche - CER - ist ein Forschungsinstitut für angewandte Wirtschaftsanalyse in Rom, Italien, das seine Forschungen auf zentrale Fragen der italienischen und europäischen Wirtschaftspolitik konzentriert.
Das Institut wurde 1981 von einer Gruppe von Ökonomen unter Führung von Giorgio Ruffolo gegründet. Ruffolo war nacheinander Mitglied verschiedener italienischer Linksparteien, von 1987 bis 1992 Umweltminister einer Mitte-links-Regierung in Italien und ist seit 1979 Mitglied des Europäischen Parlaments. Das Institut steht im Eigentum seiner Gründer und bezeichnet sich als unabhängig von öffentlichen oder privaten Fördermitteln. Es erzielt seine Einnahmen aus Forschungsvorhaben für öffentliche und private Auftraggeber sowie aus dem Verkauf seiner Publikationen. Derzeit gehören mehr als 40 Forscher und Berater von Universitäten und anderen Institutionen zu den Mitarbeitern des Instituts.